# Distrito de Salas (Ica)
El distrito de Salas es uno de los catorce que conforman la provincia de Ica, ubicada en el departamento homónimo en la Costa central del Perú. Limita por el Norte con los distritos de San Andrés y Humay (Pisco); por el Sur con el distrito de Subtanjalla; por el Este con los distritos de San José de los Molinos y San Juan Bautista; y por el Oeste, con el distrito de Paracas y el océano Pacífico.

## Historia
El distrito de Salas fue creado mediante Ley 5030 del 11 de febrero de 1925, en el gobierno del Presidente Augusto B. Leguía. Lleva el nombre de Salas, en reconocimiento al General Juan José Salas, quien fue el primer alcalde de la provincia de Ica.
Entre uno de sus personajes ilustres, se encuentra el conocido escritor Juan Donayre Vizarreta.

## Geografía

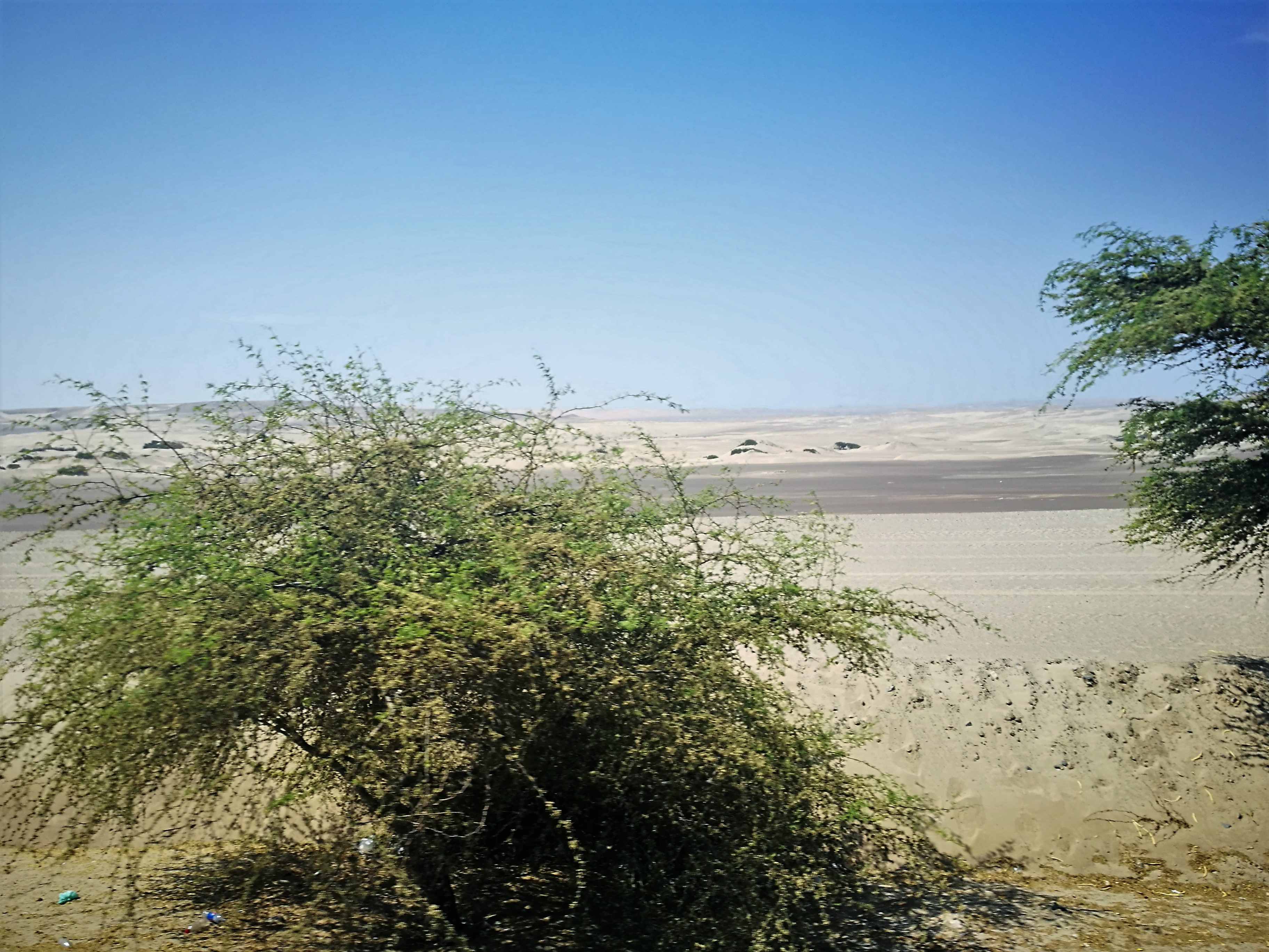
Paisaje desértico del distrito.

Salas es uno de los distritos de mayor extensión de la provincia de Ica, es una zona desértica donde predomina el granito, sólo apenas la parte extrema sur es regada por algunas acequias provenientes del río Ica.
Está ubicado aproximadamente a 37 km del mar, y una altitud promedio a los 405 m s. n. m.
En la actualidad, el distrito tiene aproximadamente 20 000 habitantes

### Localidades
- Guadalupe
- Villacurí
- Nuestra Señora de Guadalupe
- Cerro Prieto
- Collazos
- Camino de Reyes

### Hidrografía
- Ríos: Ica.
- Lagunas: Huacachina.

## Autoridades

### Municipales
- 2023 - 2026[1]
  - Alcalde: Javier Eugenio Fernández Matta, Movimiento Regional Obras Por La Modernidad (G).
  - Regidores (2023-2026) Nancy Magaly Becerra ESpinoza (Teniente Alcalde), Juan Pablo Muñoz Garcia (Regidor), Carla Ramos Contreras (Regidora), Jesus Santisteban Molina (Regidora) Gloria Peña Siguas (Regidor) Maria Siguas Hernandez (Regidor) Pedro yactayo Silvestre (Regidor)..

### Religiosas
- 2007 -  : Monseñor: Héctor Eduardo Vera Colona, Es un obispo católico, teólogo y profesor peruano. Al haber sido designado por el papa Benedicto XVI, actualmente desde diciembre de 2007 es el nuevo Obispo de Ica.

Fecha de nacimiento: 26 de febrero de 1962 (edad 58 años), Chiclayo.
Ordenación episcopal: 8 de diciembre de 2007 por Juan Luis Cipriani, Rino Passigato y Guido Breña.
Diócesis: Diócesis de Ica
- 2017 -  : Pbro. César Ítalo Mateo Mórtola Muñante, Párroco Distrito de Salas, Dirección: Av. Municipalidad s/n, Plaza de Armas, Distrito De Salas.

### Políticas
- 2020 -  = Abog.  Hans Romero Vizarreta, Subprefecto del Distrito de Salas.
- 2020 -  = Miriam Rosa Medina Trillo, juez de paz del Distrito de Salas

## Festividades
- Patrona de Salas: Virgen de Guadalupe, cuya réplica fuese traída por Fray Ramón Rojas, más conocido como el Padre Guatemala; de quien se dice también, fajare un volcán que existía a un lado del pueblo guadalupano, convirtiéndolo en el Cerro Prieto y que actualmente es el Morro Solar de la Provincia de Ica.

- Señor de Luren.

## Agricultura
Es la Base de la economía guadalupana y también iqueña. Sus fundos son regados en su gran mayoría por aguas provenientes del subsuelo; que a través de distintos mecanismos como el riego por goteo, van convirtiendo poco a poco las áridas zonas
desérticas en extensas áreas de cultivos.
Entre sus principales cultivos destacan el espárrago, la páprika, y la vid; destinados principalmente para la agroexportación. 
Desde el río Ica, también son derivadas aguas estacionales a través del cauce Macacona, las cuales riegan las parcelas guadalupanas del Valle de Ica, que en su mayoría son destinadas al algodón, los pallares, mangos, ciruelos, y en abundancia las uvas tradicionales del valle, para la producción vitivinícola.

## Potenciales y atractivos turísticos
Los calificamos como "potenciales", dado el hecho que hasta el momento, ninguna autoridad municipal se ha preocupado realmente por trabajar en ellos y lograr otorgarles el calificativo de "atractivos turísticos"; pero debemos de reconocer que tienen mucho potencial.
- El Bosque de Huarangos "Gold and Meyer" : Una extensa área de Huarangos, dedicada a su siembra. Lastimosamente olvidada por la falta de promoción, y por no haberse concluido los trabajos en este interesante proyecto turístico.

La Municipalidad Distrital, a su vez, cuenta con un vivero, que a decir de sus labores, se encuentra en inactividad.
- La Huaca "Guadalupe

- La Plaza de toros

- El Coliseo de Gallos "Abraham Valdelomar"

- El Templo de "Pozo Santo"

- La Hacienda "Los Pobres"

- El Morro Solar "Cerro Prieto"

- Diversos centros campestres recreacionales

- Diversos centros vitivinícolas o "bodegas": muchas de estas bodegas conservan procedimientos e instrumentales de la época colonial para el destilado del mosto.